# Фолмар IV фон Фробург
Фолмар IV фон Фробург (на немски: Volmar IV von Frohburg; † 20 януари 1319/1320) е граф от род Фробург в Базел и ландграф в Бухсгау в Швейцария, споменат 1280 г.
Той е син на граф Лудвиг IV фон Фробург († ок. 1279/81) и съпругата му Агнес фон Бехбург († сл. 1292). Брат е на граф Херман V фон Фробург († 1291).

## Фамилия
Фолмар IV фон Фробург се жени пр. 17 декември 1305 г. за Катарина фон Тогенбург († пр. 18 февруари 1313), вдовица на граф Еберхард IV фон Хелфенщайн-Шпитценберг († 1295/1296), дъщеря на граф Фридрих III фон Тогенбург († 1309) и Клеменция фон Верденберг († 1282). Те имат два сина:
- Йохан фон Фробург († 20 януари/април 1366 или сл. 30 януари 1367), граф на Фробург и ландграф на Буксгау, споменат 1318, женен пр. 3 ноември 1326 за Аделхайд фон Рамщайн († 17 октомври 1367/ 29 май 1371), дъщеря на Туринг фон Рамщайн
- Херман VI фон Фробург († 19 октомври 1367), граф на Фробург, споменат 1320, абат на манастира „Св. Урбан“, последен представител на графовете на Фробург

Фолмар има и един извънбрачен син:
- Уол († пр. 6 февруари 1422), юнкер, споменат 1386